# Андроново (Волокское сельское поселение)
Андро́ново  — деревня в Андреапольском районе Тверской области. Входит в Волокское сельское поселение.

## География
Расположена примерно в 3 верстах к юго-западу от деревни Волок на реке Бросница.

## История
В конце XIX - начале XX века на деревня входила в Холмский уезд Псковской губернии. Имела два разных названия Андроново и Большое Замошье.

## Население
| 2002 | 2010 |
| ---- | ---- |
| 29   | ↘11  |